# Légszomj (regény)
A Légszomj (eredeti címén Coming Up for Air) George Orwell egyik regénye, melyet a második világháború előtt adtak ki, és amely megjósolta azt. Egyes szám első személyben íródott: George Bowling 45 éves férfi mondja el az olvasóknak élete történetét.
A Bowling által tapasztalt, gyerekkora óta történt társadalmi és szociális változások miatt az ő múltja olyan távolinak tűnik, mint a bibliai Óg, Básán királya; ez a megemlítés idézi elő Bowling emlékezeti utazását. Orwell nagyon pesszimista volt. A szereplő viszont a gyengédség nosztalgikus melankóliáját idézi fel. A regény az életközépi válságot ábrázolja.
A regénnyel kapcsolatban nem az a legmegdöbbentőbb, hogy Orwell megjósolta a második világháború kezdetét, mely már várható volt, hanem az, hogy előre látta a háború utáni társadalmi átalakulást. A könyv megjelenése után pár évvel a háború előtti Anglia valóban olyan távoli és elérhetetlen volt, mint George Bowling gyermekkora.
A könyv témái közé tartozik a nosztalgia, annak reménytelensége, hogy visszamenjünk és megpróbáljuk újra felfedezni a régi dolgokat, és az, hogy a gyerekkori álmok és vágyak milyen könnyen szertefoszlanak a munka, a házasság és az öregedés egyhangú kerekében. George Bowling nem egy nagyon rokonszenvező szereplő – kövér, középkorú biztosítási ügynök, aki nem szereti a feleségét, illetve a gyerekeit túlzottan, és aki szívesen feladja elveit egy kis ital vagy egy prostituálttal töltött szép éjszaka kedvéért. A könyv kivételessége, hogy az olvasó sosem érzékeli, hogy az író a könyv szereplőin keresztül prédikál. A könyvben George Bowling gondolatai és csapásai olvashatók – nem George Orwellé.
A könyvet Orwell azalatt írta, amíg hat hónapot Marokkóban töltött.
A könyvet magyarul először 2003-ban adták ki, a szerző születésének 100. évfordulóján. A magyar fordítást Papolczy Péter készítette.

## Magyarul
- Légszomj; ford. Papolczy Péter; Európa, Bp., 2003